# Капустіна Олександра Віталіївна
Олександра Віталіївна Капустіна (рос. Александра Витальевна Капустина; народилась 7 квітня 1984 у м. Полевському Свердловської області, Росія) — російська хокеїстка, захисник. Виступає за «СКІФ» (Нижній Новгород). Майстер спорту з хокею із шайбою.
Почала займатися рингболом у 8 років. У професіональній команді з хокею із шайбою з 1998 року. Виступала за «Спартак-Меркурій» (Єкатеринбург), в «СКІФ» (Нижній Новгород) грає з 2005 року (з перервою). У складі національної збірної Росії дебютувала у 2003 році.
Дворазовий чемпіон Росії (2000, «Спартак-Меркурій» Єкатеринбург, 2008 «СКІФ»). Семиразовий срібний призер чемпіонату Росії, володар Кубка Європейських чемпіонів (2009). Учасниця зимових Олімпійських ігор 2006 у Турині і зимових Олімпійських ігор 2010 у Ванкувері.
У 2008 році закінчила Уральський державний університет фізичної культури (УДУФК).